# Wielka Księga Prawa Zwyczajowego Normandii
Wielka Księga Prawa Zwyczajowego Normandii – kodyfikacja normandzkiego prawa zwyczajowego. Spisano ją ok. 1250 roku. Obowiązuje do dziś na Jersey i Guernsey.